# Vacina contra esquistossomose
A vacina contra esquistossomose é uma vacina, em fase de testes, que tem por objetivo prevenir a doença causada pelo Schistosoma mansoni. Foi desenvolvida e patenteada pelo Instituto Oswaldo Cruz, no Rio de Janeiro. A vacina mostrou ser segura e capaz de imunizar humanos contra a doença. 

## Histórico
As pesquisas para produção da vacina contra esquistossomose tiveram início em 1975 na Fundação Osvaldo Cruz. Na primeira década de pesquisas, os cientistas brasileiros conseguiram identificar o princípio ativo que poderia exercer efeito farmacológico contra o parasita. Na segunda década de trabalho foi identificada a proteína (S14), também presente em outros parasitas. Essa constatação dá a possibilidade de se produzir uma vacina polivalente – ou seja, que serve para a prevenção de outras doenças parasitárias, inclusive aquelas que atingem gado de corte.
Na década de 1990, o Brasil deposita a primeira patente com as descobertas e nos anos 2000, por meio de parceria público privada (PPP) e com apoio da Financiadora de Projetos (Finep) cria-se um modelo de negócio que permitiu a industrialização da vacina cuja segurança foi anunciada hoje.
A Fundação Oswaldo Cruz (Fiocruz) divulgou no dia 12 de junho de 2012, no Rio de Janeiro, os resultados dos testes clínicos de segurança da vacina desenvolvida pelo Laboratório Esquistossomose Experimental. A descoberta é, na avaliação da Fiocruz, um grande feito dos cientistas brasileiros, uma vez que a doença afeta 200 milhões de pessoas em áreas pobres e tem potencial para atingir um universo de 800 milhões de pessoas expostas aos riscos de contágio no Brasil (principalmente no Nordeste e em Minas Gerais), nos países africanos e na América Central.
A esquistossomose é considerada pela Organização Mundial da Saúde (OMS) como a segunda doença parasitária mais devastadora, atrás apenas da malária. "É uma doença dos países pobres, associada à miséria", resume Miriam Tendler, chefe do Laboratório Esquistossomose Experimental. Ela calcula que, no prazo máximo de cinco anos, seja possível imunizar a população dos locais onde ocorre a endemia.
O anúncio feito no Rio de Janeiro é relativo à fase de testes de segurança e eficácia da vacina - exigidos antes da liberação para produção em grande escala. Vinte voluntários participaram dos testes no Brasil que confirmaram a segurança da vacina, cuja eficiência já havia sido comprovada em laboratório com mamíferos. "A gente tem informações associadas à eficácia que são a imunogenicidade. Ela induziu uma excelente resposta imunológica, que é o que queremos dos indivíduos vacinados", disse Miriam Tendler. Segundo a pesquisadora, a vacina é eficiente  e segura.